# هشتگ (فیلم)

هشتگ فیلمی به کاگردانی و نویسندگی رحیم بهبودی‌فر و تهیه‌کنندگی مقصود جباری و محمدعلی کیانی محصول سال ۱۳۹۵ است.
فیلم هشتگ از ۴ مهر به سرگروهی پردیس زندگی در سینماهای ایران اکران شد و پخش آن به عهده مؤسسه سینمایی «راه عرفان» است.

## داستان فیلم هشتگ
ماجرا این است دو زن که پسرهایشان هم مدرسه ایی هستند به هم حسودی می‌کنند متوجه می‌شوند وضع تحصیلی پسرهایشان اصلاً خوب نیست تا اینکه همکلاسی آنها به نام حمیدرضا نامی به آقای توسلی مدیر مدرسه پیشنهادی می‌دهد و آنها فکر می‌کنند پسر دیگری باهوش است که…

## بازیگران
- نیوشا ضیغمی
- بهاره رهنما
- محمد مهدی احمدی
- محسن ملکی
- ارسلان قاسمی
- آرتین پشنگ
- بیژن بنفشه‌خواه
- امید روحانی
- حدیث فولادوند
- ثنا کیانی
- مهرداد فلاحتگر
- امیرعلی نیازی
- سید مسعود حسینی
- محمدعلی کیانی
- سیدجواد هاشمی